# توپراک‌لی (قره‌تاش)
توپراک‌لی (به ترکی استانبولی: Topraklı) یک منطقهٔ مسکونی در ترکیه است که در قره‌تاش (شهر) واقع شده‌است.